# 報恩寺 (愛知県美浜町)
報恩寺（ほうおんじ）は、愛知県知多郡美浜町にある曹洞宗の寺院。山号は乳竇山。知多四国八十八ヶ所霊場第57番札所。

## 由緒
創建時期は不明だが、源義朝の乳母で鎌田正清の母が正清の菩提を弔うために建立したという。創建当時は天台宗だったが、室町時代末期に緒川城主水野貞守の嫡男、賢昌が現在地に再建した際に曹洞宗に改められた。
　

## 所在地
- 愛知県知多郡美浜町奥田会下前39番地